# Maria Claudia Lacouture
Maria Claudia Lacouture (* 1974 in Santa Marta) ist eine kolumbianische Politikerin.

## Werdegang
Lacouture studierte an der Universidad Externado de Colombia, nach dem dortigen Bachelor setzte sie ihr Studium an der Cornell University fort und graduierte dort als Master of Science. Anschließend war sie ab 1996 für Procolombia tätig, die staatliche Gesellschaft zur Förderung des Tourismus. Dort stieg sie 2010 zur Geschäftsführerin auf. Im Mai 2016 berief sie Juan Manuel Santos als Nachfolgerin von Cecilia Álvarez-Correa Glen als Ministerin für Wirtschaft, Handel und Tourismus in sein Kabinett. Nach etwas mehr als einem Jahr machte sie im August 2017 Platz für María Lorena Gutiérrez. Wenige Wochen später übernahm sie die Leitung von AmCham Colombia, der nationalen Handelskammer.